# Mario Bacciocchi
Mario Bacciocchi (Fiorenzuola d'Arda, 17 settembre 1902 – Milano, 24 maggio 1974) è stato un architetto e urbanista italiano.

## Biografia
Nato a Fiorenzuola d'Arda, ottenne il diploma presso l'Istituto Tecnico commerciale per periti aziendali G. D. Romagnosi di Piacenza, e nel 1925 la laurea in Architettura presso il Politecnico di Milano, dove era preside e professore Piero Portaluppi che, con Giovanni Muzio e Gio Ponti, costituiva il gruppo lombardo di architetti impegnati nel rinnovamento dell'architettura italiana.
Aprì i suoi studi professionali a Parma e a Salsomaggiore, cittadina dove era solito trascorrere i periodi di vacanza e dove si firmò, una delle prime opere, Poggio Diana. Dopo queste prime esperienze professionale nella sua terra d'origine, si trasferì nel 1930 a Milano, dove acquisì grande notorietà con la costruzione della Torre Locatelli, alta 68 metri, nell'attuale piazza della Repubblica. Fu così definito "l'architetto dei grattacieli": infatti, all'inizio degli anni 50 ne realizzò sempre a Milano un secondo, alto 60 metri, in via Ariberto nº 1, a lato di corso Genova: la torre fa parte dell’ex complesso INAIL denominato via Ariberto-corso Genova.
Nel dopoguerra la sua fama varcò i confini nazionali, in India predispose il Piano regolatore della città di Gandidham, importante esempio di pianificazione urbana studiata per una popolazione di un milione e mezzo di abitanti, e successivamente negli Stati Uniti, realizzò la Cittadella Sacra a Boston, un'opera promossa dalla Fondazione Don Orione, finanziata dagli italo-americani e dal Governo americano.
Negli anni 1952-1958 collaborò con Enrico Mattei, presidente dell'Eni, realizzando numerosi progetti per conto di quest'azienda, fra cui le stazioni di servizio realizzate per l'Agip (la più nota e significativa delle quali è quella di Piazzale Accursio a Milano) e alcuni edifici della company town di Metanopoli.
Si spense a Milano il 24 maggio 1974.

## Opere principali
- Villa Barilla, Salsomaggiore Terme (1925)
- Complesso Poggio Diana e il Cinema Teatro nuovo, Salsomaggiore Terme (1928 e 1940)
- Concorso per piazza Duomo, Milano, 1º premio ex aequo (1934)[2]
- Liceo Melchiorre Gioia, Piacenza (1933-1937)
- Torre Locatelli, Milano (1936-1939)
- Piccolo Cottolengo di Milano e annessa Chiesa di San Benedetto (1938)
- Piano regolatore della città di Gandhidham in India (1949)
- Stazioni di servizio tipizzate per l'Autostrada del Sole (1950)
- Ara Pacis Mundi, Medea (1950)
- Stazione di servizio Agip, piazzale Accursio, Milano (1951-1953)
- Torre Bacciocchi, Via Ariberto / Corso Genova, Milano (1952)
- Sede dell'Università Cattolica del Sacro Cuore, Piacenza (1953-1957)
- Chiesa di Santa Barbara, San Donato Milanese (1955)
- Cittadella sacra della Fondazione Don Orione, Boston (1955-1956)
- Chiesa di Sant'Ignazio di Loyola, Milano (1962-1963)
- Edificio residenziale "Il Gigantino", San Donato Milanese (1965, demolito nel 1996[3])

## Archivio
Nel fondo Mappe, stampe e disegni dell'Archivio di Stato di Piacenza sono conservati 28 disegni relativi al progetto per l'edificio del Liceo "Melchiorre Gioia" (1933-1937) disegnato da Bacciocchi.